# Oséas
Oséas Reis dos Santos (vzdevek Oséas), brazilski nogometaš, * 14. maj 1971, Salvador, Brazilija.
Za brazilsko reprezentanco je odigral dve uradni tekmi.